# 邵南
邵南（1488年—1547年），字文化，號康山，浙江湖州府烏程縣人，民籍，明朝政治人物。

## 生平
正德十一年（1516年）丙子科浙江鄉試第七十四名舉人，嘉靖十四年（1535年）中式乙未科會試第三百六名，三甲第十名進士。授行人司行人，十五年奉使秦藩，累遷司副、司正，歷工部都水司、虞衡司郎中，督理漕河，又檄入监督铸钱，二十四年（1545年）十二月升山東按察司副使，二十六年監考武舉時，因急病去世。

## 家族
曾祖邵瑛，曾任寧縣縣丞；祖父邵夔，学者称之曰泊庵先生；父邵豫，母殳氏。慈侍下。兄邵棠。